# Sign of the Times (The Belle Stars)
Sign of the Times is de zevende single van de Britse band The Belle Stars. Het werd op 30 december 1982 uitgebracht op Stiff en is hun eerste zelfgeschreven single sinds Another Latin Love Song uit 1981. Sign Of The Times haalde zowel in Engeland als in Nederland de derde plaats en werd de grootste hit van de Belle Stars.
De single werd onder meer gepromoot met tv-optredens. In Nederland waren de Belle Stars te zien in de TROS TV Show; presentator Ivo Niehe kondigde ze aan als "de Engelse Dolly Dots". In eigen land werden ze gezien als een vrouwelijke versie van hun Stiff-collega's Madness. De plaat was op maandag 14 februari 1983 de 156e AVRO's Radio en TV-Tip op Hilversum 3 en werd een grote hit. De plaat bereikte de 3e positie in de Nederlandse Top 40 en de 6e positie in de Nationale Hitparade. In de TROS Top 50 werd zelfs de 2e positie bereikt. In België bereikte de plaat de 2e positie van de Vlaamse Radio 2 Top 30.